# Dupla revolução

A Era das Revoluções (1962), obra em que Eric Hobsbawm apresenta o conceito de "Dupla Revolução".

Dupla Revolução é um conceito historiográfico cunhado pelo historiador britânico Eric Hobsbawm. Refere-se especificamente ao período entre 1789 e 1848, em que as mudanças políticas e ideológicas da Revolução Francesa se fundiram e reforçaram as mudanças tecnológicas e econômicas da Revolução Industrial.

## Conceito
A Revolução Francesa, inspirada nos ideais da filosofia iluminista, espalhou ideias de democracia, nacionalismo e liberalismo pelo mundo. Essas ideias políticas foram fundidas com os novos avanços tecnológicos da Revolução Industrial iniciada pela Inglaterra, como a máquina de fiar e as máquinas a vapor. Ambos os processos revolucionários, políticos e econômicos, se conjugaram para criar a sociedade contemporânea.

## Revolução Industrial e Francesa
Geralmente, a Revolução Industrial significa a transição do processo de produção manual para um processo industrial de fabricação. No caso da "Dupla Revolução" de Hobsbawm, o autor trabalha, principalmente, a partir das análises de cientistas sociais como Henri de Saint-Simon, Charles Fourier, Louis Blanc, Pierre-Joseph Proudhon e Karl Marx, que apresentaram ideias de “utopias” e sociedades socialistas a partir de um mundo industrializado.
A Revolução Francesa, por sua vez, começou em 1789, quando membros do Terceiro Estado, que haviam sido impedidos de participar da reunião dos Estados Gerais, se reuniram e juraram não se separar até que tivessem escrito uma constituição para a França. Inspirada nas ideias de filósofos iluministas, principalmente Jean-Jacques Rousseau e seu “contrato social”, a Assembleia Nacional Francesa publicou a Declaração dos Direitos do Homem e do Cidadão, em grande parte uma expressão dos ideais do Iluminismo.